# Монссон, Гертруда
Гертруда Каролина Монссон (швед. Gertrud Carolina Månsson; 18 декабря 1866 года, Стокгольм, Швеция — 6 января 1935 года, там же) — шведский государственный и политический деятель, член Социал-демократической рабочей партии Швеции. Первая женщина, избранная в городской совет Стокгольма, а также одна из первых в истории женщин — политиков Швеции.

## Биография

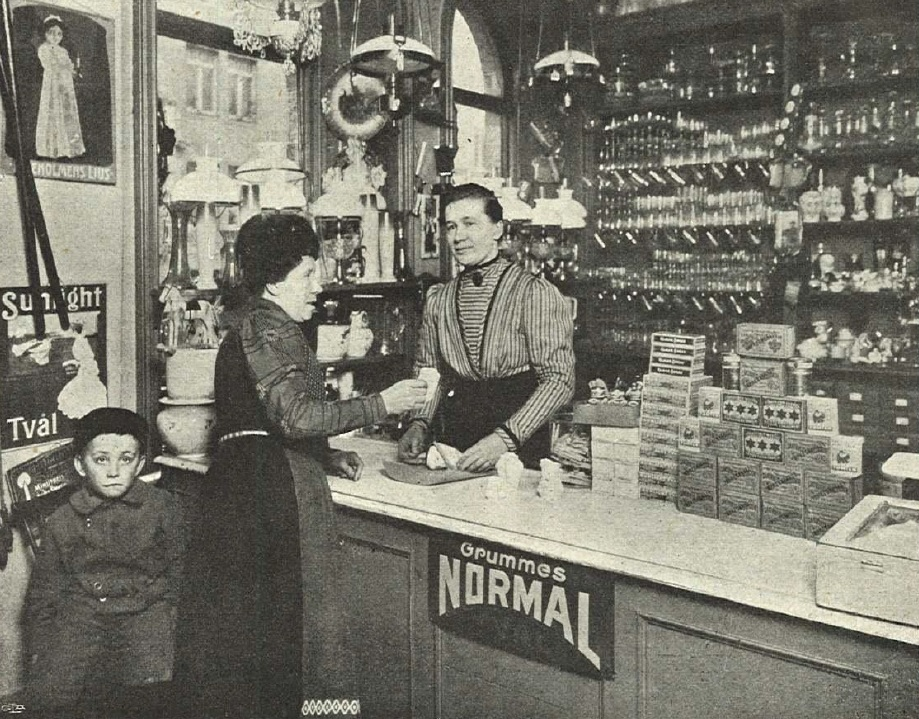
Гертруда Монссон в своём магазине (1910 год)

Гертруда Монссон родилась 18 декабря 1868 года в Стокгольме, в семье Иоганнеса Монссона (швед. Johannes Månsson) и Шарлотты Кристины Линдквист (швед. Charlotta Christina Lindqvist). По причине бедности семьи в возрасте одиннадцати лет Гертруде пришлось бросить школу и устроиться горничной, чтобы иметь возможность содержать себя самостоятельно. Тем не менее, она активно занималась самообразованием, с раннего возраста интересовалась политикой. В 1896 году ей удалось открыть собственный магазин в Васастане.

### Ранняя карьера
11 июня 1892 года Гертруда Монссон стала одним из соучредителей Стокгольмского общественного женского клуба, первого женского отделения Социал-демократической рабочей партия Швеции, и в дальнейшем несколько лет являлась его председателем: в 1892—1895, 1897—1898 и 1906—1908 годах. В том же 1892 году она стала членом социал-демократической партии. С 1897 по 1900 год Гертруда занимала должность председателя Коммуны женской агитации (швед. Kommunen för den kvinnliga agitationen), а затем, в 1900—1902 годах, являлась секретарём партии. В 1902 году Монссон была избрана в правление Женского профсоюза (швед. Kvinnornas fackförbund) вместе с Анной Йоханссон-Висборг и Анной Стерки. В период между 1907 и 1922 годами Гертруда входила в состав правления прихода Густава Васы, а в 1922 году являлась его председателем.
В результате реформы, проведённой в 1909 году, женщины получили право участвовать в работе муниципальных органов власти Швеции, и по результатам следующих выборов, прошедших в 1910 году, 37 женщин стали членами муниципальных и городских советов. В городской совет Стокгольма были избраны две женщины: социал-демократ Гертруда Монссон и представительница правых Вальфрид Пальмгрен. Так как первыми были подсчитаны голоса в столице, а голоса в округе, от которого была избрана Монссон, были подсчитаны ранее, чем в округе Пальмгрен, Гертруду Монссон считают первой в истории Швеции женщиной — политическим деятелем.

### Деятельность в городском совете
В период своего пребывания на посту члена городского совета Монссон активно участвовала в обсуждении вопросов социальной политики и социального обеспечения, её основной задачей в этом направлении являлось повышение условий жизни населения. В Швеции Гертруда Монссон считается одним из пионеров в социальной политике и социал-демократическом женском движении.
Гертруда Монссон являлась членом городского совета Стокгольма в 1910—1915 и 1919—1931 годах, при этом в период между первым и вторым сроками она продолжала активное участие в деятельности муниципалитета. В течение своего первого срока она занимала должность в бюро по вопросам ухода за бедными и социального обеспечения (1912—1915, 1917) и входила в правление исправительных учреждений для девочек (1912—1916). Поскольку члены городских советов не получали заработную плату, Монссон была вынуждена отозвать свою кандидатуру на выборах 1915 года. Однако на следующих выборах, в 1919 году, Гертруда была переизбрана: она продала свой магазин и начала работать канцелярским чиновником в компании Systembolaget. В период второго срока пребывания в городском совете Монссон снова являлась членом бюро по уходу за бедными и социальному обеспечению (1920—1930), а также занималась вопросами ухода за детьми (1925—1926).
Гертруда Монссон скончалась 6 января 1935 года и была похоронена на Северном кладбище Стокгольма .